# Międzynarodowy Kongres Matematyków

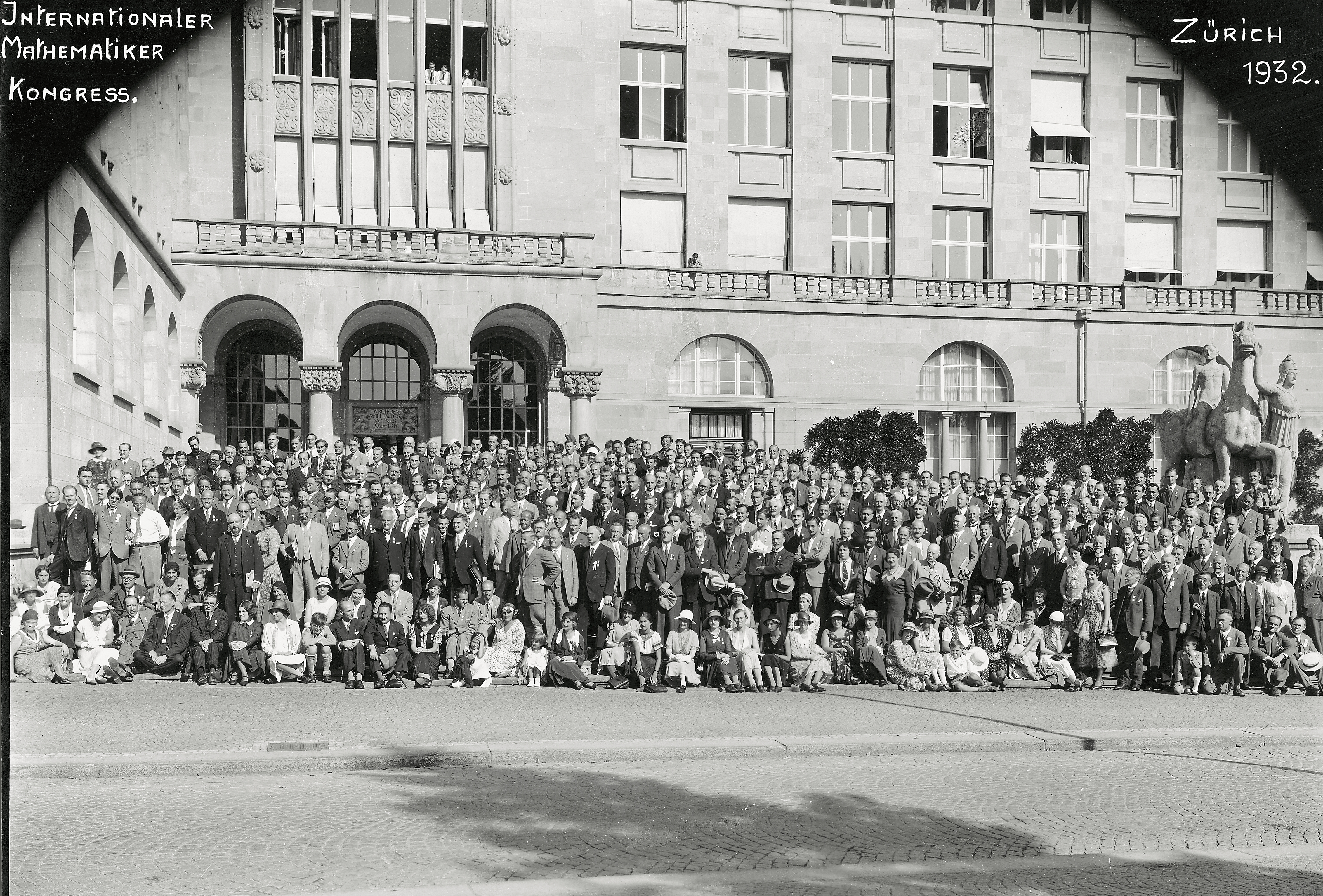
Kongres w Zurychu (1932)

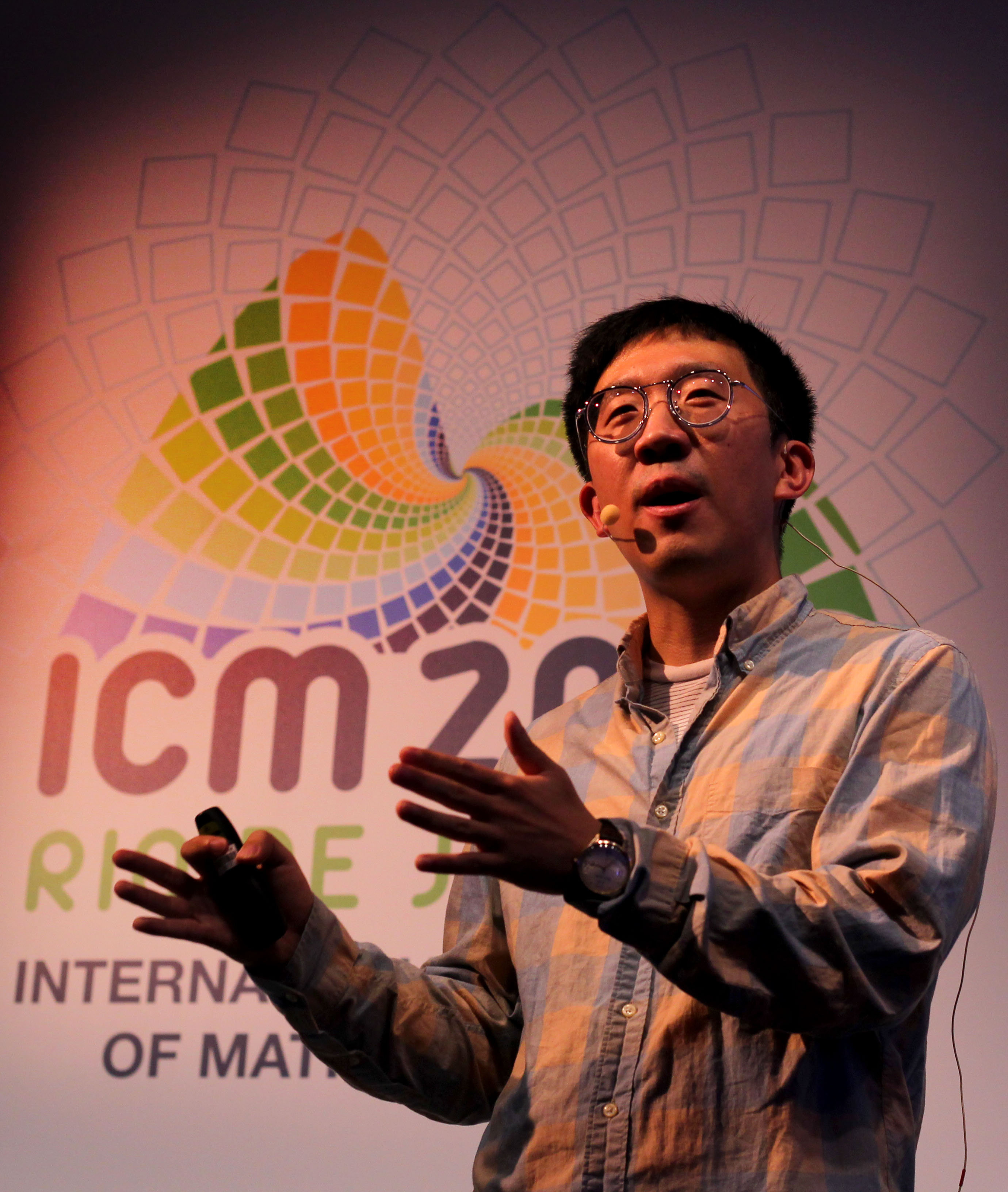
June Huh na Kongresie w Rio de Janeiro (2018)

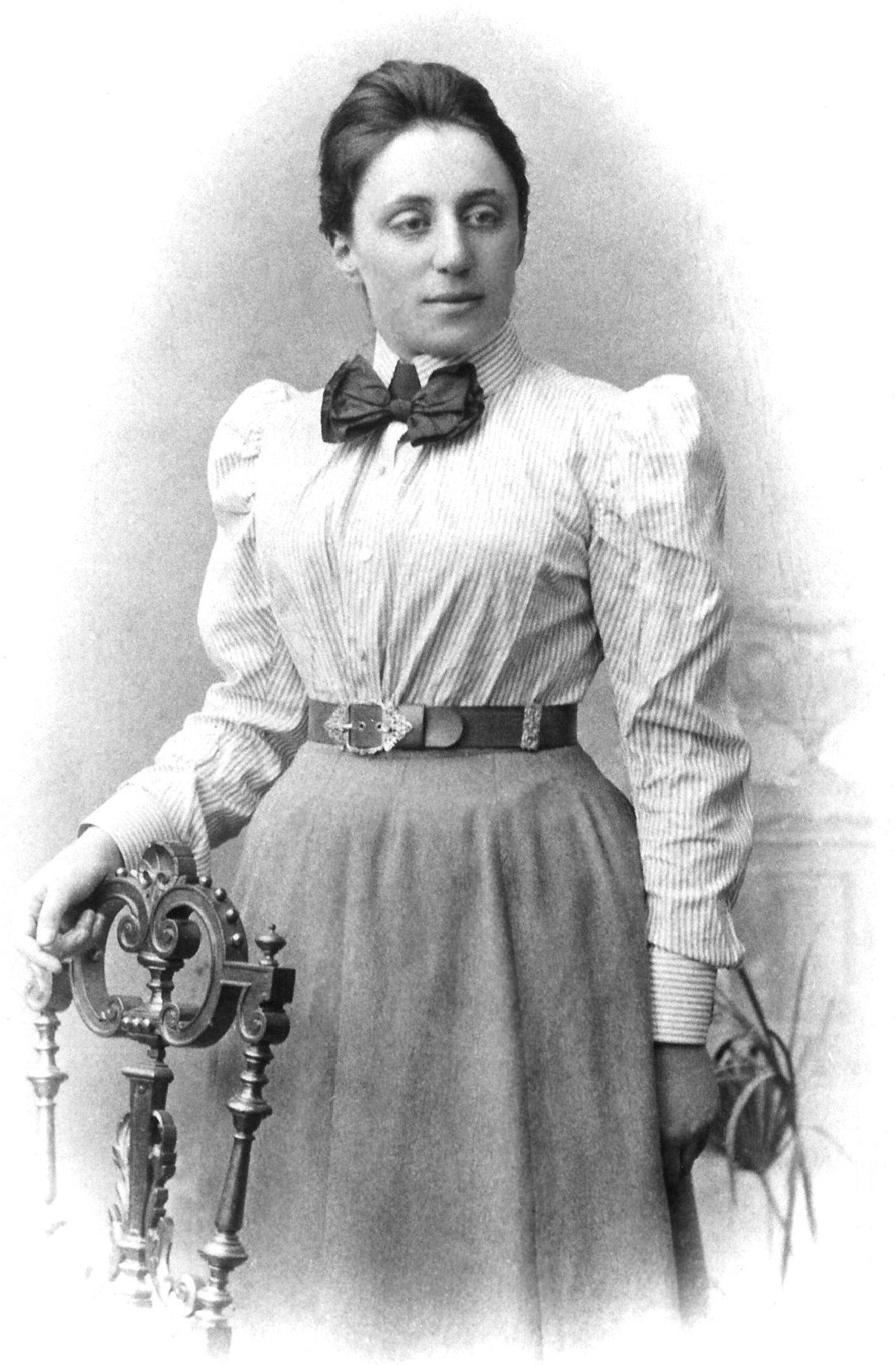
Emmy Noether – pierwsza kobieta, która wygłosiła wykład plenarny na Kongresie

Międzynarodowy Kongres Matematyków (ang. International Congress of Mathematicians) – największa na świecie konferencja poświęcona matematyce, organizowana co cztery lata przez Międzynarodową Unię Matematyczną (IMU). Podczas ceremonii otwarcia wręczane są: Medal Fieldsa, Medal Abacus (od 2022, wcześniej Nagroda Nevanlinny), Nagroda Gaussa i Medal Cherna. Obecnie otrzymanie zaproszenia do wygłoszenia wykładu na kongresie jest jednym z najważniejszych wyróżnień („an induction to a hall of fame”) dla matematyka.

## Historia
Już w roku 1888 Georg Cantor zaproponował wspólne spotkanie matematyków niemieckich i francuskich, a gdy dwa lata później został pierwszym prezesem Niemieckiego Towarzystwa Matematycznego (Deutsche Mathematiker-Vereinigung) zgłosił ideę międzynarodowego kongresu. Pomimo starań nie udało mu się jednak przekonać do tego pomysłu szerszego grona swoich kolegów ani z Niemiec ani z zagranicy. W 1894 do idei Cantora powrócili matematycy niemieccy (Felix Klein i Heinrich Weber) i francuscy (Charles-Ange Laisant i Émile Lemoin). Tym razem udało się im uzyskać poparcie w swoich państwach, a w 1895 także matematyków amerykańskich. Organizację kongresu zaproponowano Szwajcarom, którzy w 1886 podjęli się tego zadania (na czele komitetu organizacyjnego stanął Carl Friedrich Geiser, którego bardzo mocno wspierał Ferdinand Rudio).
Pierwszy Międzynarodowy Kongres Matematyków odbył się w dniach 9–11 sierpnia 1897 roku w Zurychu i wzięło w nim udział 208 uczonych z 16 krajów. Wśród uczestników były jedynie cztery kobiety, przy czym żadna z nich nie wygłosiła na kongresie referatu (to stało się dopiero w 1912 w Cambridge, kiedy prelegentką była Hilda Phoebe Hudson). Największą liczbę reprezentantów miały Szwajcaria, Niemcy, Francja i Włochy; spoza Europy było tylko siedmioro uczestników z USA. Wykłady plenarne wygłosili Henri Poincaré, Adolf Hurwitz, Giuseppe Peano i Felix Klein. Poza nimi uczestnicy mogli wysłuchać jeszcze 30 wystąpień w pięciu sekcjach.
Drugi kongres odbył się w 1900 w Paryżu – to tam David Hilbert sformułował listę 23 najważniejszych problemów stojących przed matematyką XX wieku. Następne miały się odbywać co cztery lata, ale dwie wojny światowe spowodowały odwołanie spotkań w latach 1916, 1940 i 1944 oraz przesunięcie kongresu planowanego na rok 1948 o dwa lata. Z kolei Międzynarodowy Kongres Matematyków zaplanowany w Warszawie w 1982 roku odbył się z rocznym opóźnieniem ze względu na wprowadzenie w Polsce stanu wojennego. W 2018 kongres miał miejsce w Rio de Janeiro (pierwszy raz na półkuli południowej), a ostatni – choć zaplanowany w Petersburgu – z powodu inwazji Rosji na Ukrainę odbył się on-line w lipcu 2022 roku.
Pierwszą kobietą, która wygłosiła wykład plenarny na kongresie była Emmy Noether. Miało to miejsce w Zurychu w roku 1932. Na następny taki odczyt kobiety trzeba było czekać aż do 1990 roku, kiedy do Kioto zaproszono Karen Uhlenbeck. Cztery lata później, podczas kolejnego kongresu w Zurychu, wykłady plenarne wygłosiły Ingrid Daubechies i Marina Ratner.

## Polscy prelegenci
Pierwsze wystąpienie polskiego uczonego na Międzynarodowym Kongresie Matematyków miało miejsce w Heidelbergu w roku 1904. Wykład sekcyjny (historyczny) zatytułowany Wronski als Mathematiker wygłosił wówczas Samuel Dickstein. Cztery lata później w Rzymie Stanisław Zaremba – podczas  wykładu Sur le Principe de Dirichlet - zreferował własne wyniki w sekcji Arytmetyka, Algebra, Analiza. W 1912 w Cambridge wykłady sekcyjne wygłosił Zygmunt Janiszewski oraz fizycy Ludwik Silberstein (dwa) i Marian Smoluchowski.
Po przerwie spowodowanej I wojną światową i odzyskaniu niepodległości przez Polskę na kolejnym kongresie w Strasburgu w 1920 roku po raz pierwszy pojawiła się (wyjątkowo skromna, bo jednoosobowa) oficjalna delegacja polska. Drugi (łącznie było ich pięć - najwięcej z Polaków) swój wykład sekcyjny wygłosił wtedy Stanisław Zaremba. Cztery lata później w Toronto sekcyjnymi prelegentami z Polski był ponownie Zaremba i po raz pierwszy Wacław Sierpiński.
Niespotykany rozwój polskiej matematyki w następnych latach i jej awans do światowej czołówki doskonale ilustruje udział Polaków w kolejnych trzech kongresach. W 1928 roku Polacy wygłosili ponad 20 wykładów sekcyjnych (tj. blisko 8% wszystkich takich wykładów), a w 1932 i 1936 po kilkanaście. Co więcej w programie kongresu w Zurychu w 1932 roku znalazł się wykład plenarny Wacława Sierpińskiego zatytułowany Sur les ensembles de points qu’on sait définir effectivement (był to pierwszy taki wykład wygłoszony przez Polaka), a cztery lata później w Oslo w ten sam sposób uhonorowano Stefana Banacha (tytuł jego wykładu to Die Theorie der Operationen und ihre Bedeutung für die Analysis).
Na pierwszym kongresie po II wojnie światowej odbywającym się w 1950 roku w Stanach Zjednoczonych nie pojawili się matematycy z Polski, tak jak i z prawie całego bloku wschodniego. Mimo to jeden z wykładów sekcyjnych wygłosił polski Żyd Alfred Tarski, pracujący wówczas na Uniwersytecie Kalifornijskim w Berkeley. Cztery lata później w Amsterdamie wygłosił on już wykład plenarny, podobnie jak jego kolega z Berkeley – Jerzy Neyman. Trzecim (i jedynym pracującym wówczas w Polsce) wyróżnionym w ten sposób Polakiem był Karol Borsuk. Na żadnym innym kongresie nie było aż tylu polskich wykładowców plenarnych. W 1958 w Edynburgu wykład plenarny wygłosił jeszcze pracujący w Stanach Zjednoczonych Samuel Eilenberg – polski Żyd i kolejny przedstawiciel polskiej szkoły matematycznej (posiadający już jednak tylko obywatelstwo amerykańskie), po czym nastąpiła przerwa aż do kongresu w Warszawie w 1983 roku.
Na kongresie w 1962 wykłady sekcyjne wygłosili Jerzy Łoś i Andrzej Pliś, a w 1966 – Aleksander Pełczyński i Kazimierz Urbanik. W 1970 Polskę reprezentowali Zofia Krygowska, Stanisław Łojasiewicz, Czesław Olech i Andrzej Schinzel (był też ponownie Samuel Eilenberg ze Stanów Zjednoczonych). Na następnych dwóch kongresach prelegentami z Polski byli: Zbigniew Ciesielski (w 1974) i Henryk Iwaniec (w 1978).
W 1983 kongres odbywał się w Polsce, więc organizatorzy mieli szansę mocniejszego zaistnienia. Jeden z wykładów plenarnych wygłosił Aleksander Pełczyński (był to ostatni dotąd taki wykład uczonego zatrudnionego w Polsce), a wykłady sekcyjne Tadeusz Figiel, Tadeusz Iwaniec, Andrzej Lasota, Michał Misiurewicz, Henryk Toruńczyk, Stanisław Woronowicz i Jerzy Zabczyk.
Na następnych kongresach wykłady sekcyjne matematyków afiliowanych w polskich instytucjach zdarzały się bardzo rzadko, a często były to jednoosobowe reprezentacje (warto tu jednak zaznaczyć, że wśród prelegentów byli też Polacy pracujący podczas wygłaszania wykładów już za granicą). W 1986 wśród prelegentów sekcyjnych był Zbigniew Semadeni, w 1990 ponownie Stanisław Woronowicz, w 1998 Ludomir Newelski.
Na pierwszym kongresie obecnego wieku (w Pekinie w 2002 roku) wykład wygłosił Rafał Latała. Cztery lata później w Madrycie miał miejsce ostatni dotąd wykład plenarny Polaka na kongresach - wyróżniony w ten sposób został pracujący już w Stanach Zjednoczonych Henryk Iwaniec. Prelegentami sekcyjnymi byli wówczas Tomasz Łuczak i Agata Smoktunowicz. W roku 2010 wykład sekcyjny wygłosił Tadeusz Januszkiewicz, w 2018 Wojciech Kucharz i Feliks Przytycki (w 2014 nie było nikogo zatrudnionego w Polsce), a w 2022 (wirtualnie) Mariusz Lemańczyk.

## Lista Kongresów
| Rok  | Miasto         | Państwo              |
| ---- | -------------- | -------------------- |
| 2026 | Filadelfia     | Stany Zjednoczone    |
| 2022 | on-line        | on-line              |
| 2018 | Rio de Janeiro | Brazylia             |
| 2014 | Seul           | Korea Południowa     |
| 2010 | Hajdarabad     | Indie                |
| 2006 | Madryt         | Hiszpania            |
| 2002 | Pekin          | Chiny                |
| 1998 | Berlin         | Niemcy               |
| 1994 | Zurych         | Szwajcaria           |
| 1990 | Kyoto          | Japonia              |
| 1986 | Berkeley       | Stany Zjednoczone    |
| 1982 | Warszawa       | Polska               |
| 1978 | Helsinki       | Finlandia            |
| 1974 | Vancouver      | Kanada               |
| 1970 | Nicea          | Francja              |
| 1966 | Moskwa         | Związek Radziecki    |
| 1962 | Sztokholm      | Szwecja              |
| 1958 | Edynburg       | Wielka Brytania      |
| 1954 | Amsterdam      | Holandia             |
| 1950 | Cambridge      | Stany Zjednoczone    |
| 1936 | Oslo           | Norwegia             |
| 1932 | Zurych         | Szwajcaria           |
| 1928 | Bolonia        | Włochy               |
| 1924 | Toronto        | Kanada               |
| 1920 | Strasburg      | Francja              |
| 1912 | Cambridge      | Wielka Brytania      |
| 1908 | Rzym           | Włochy               |
| 1904 | Heidelberg     | Cesarstwo Niemieckie |
| 1900 | Paryż          | Francja              |
| 1897 | Zurych         | Szwajcaria           |